# NARASAKI
NARASAKI（ならさき、1969年4月3日 -）は、日本のギタリスト、ボーカリスト、音楽プロデューサー、ソングライター、編曲家。東京都出身、血液型はAB型。デスメタル、ネオアコ、シューゲイザー、ノイズロック、イージーリスニングまでを幅広くカヴァーする多様な音楽性が特徴。

## 概要
1991年、自身のバンドCOALTAR OF THE DEEPERSを結成。ボーカルとギターを担当。レコーディング作業ではベースやプログラミングなども手がける。
また2000年には筋肉少女帯のボーカル・大槻ケンヂ、ピアニストの三柴理による新バンド・特撮に参加、こちらではギタリスト兼サウンドプロデューサーとして活躍している。大槻とのダブル・ボーカル曲や、NARASAKIがメイン・ボーカルを務める楽曲も存在する。
その他、Melt-Bananaの元ドラマー・大島昌樹とのテクノユニット・Sadesper Record（NARASAKIは渡五郎、大島はWATCHMANという変名で参加）や、324のメンバーとのグラインドコアバンド・マッハトリガー（NARASAKIはボーカルを担当、現在は活動停止）、CM音楽・テレビドラマやアニメの劇中音楽、異色のニュー・ウェイヴ/テクノユニット・ロマンポルシェ。などの音源への参加など、幅広く活動中。

## 人物
COALTAR OF THE DEEPERSを結成する前は臨終懺悔というハードコアバンドに在籍していた。その後DEF.MASTERに参加。イギリスのシューゲイザーバンド、スワーヴドライヴァーの前座をする交渉のためにバンドドラマーと渡英し、事務所にデモテープを送った事がある。その時の手がかりは、彼らのCDに表記されていた事務所の住所のみだったという。その後、1992年にスワーヴドライヴァーの来日公演でCOALTAR OF THE DEEPERSとして前座を務めた。酒好きで、ウイスキーや日本酒を好む。趣味は麻雀。アニメ、特撮好きで知られており、好きな特撮作品は緊急指令10-4・10-10。

## 音楽的特徴と影響
自身のルーツは80年代のニュー・ウェイヴにあるといい、ほかにはディスコ音楽、ネオアコ、ハードコア・パンク、デスメタルなども聞いたという。
自身のバンドの音楽性について「ネッズ・アトミック・ダストビン＋ダイナソーJr ÷2ですよ（笑）。そこにマイ・ブラのフレイヴァーが入って」と表現している。
影響を受けたバンドはマイ・ブラッディ・ヴァレンタイン、ザ・キュアー、ダイナソーJr、ナパーム・デス、YMOなど。

## ディスコグラフィー
COALTAR OF THE DEEPERSと特撮の作品については、それぞれの項目の該当する欄を参照。

### Sadesper Record
- 「"TOKYO JOE?" a tribute to Roxy Music」（「Out Of The Blue」のカバーで参加）
- Penguin Noise 「Thank You (Part2)」（リミックスで1曲参加）
- 「Externalization1」（1999年）
- 「A Sort of Sound Tracks for U.F.O」（2004年）
- 「sf//spiritual fantasy// psychedelic & chill out music 」（「INK/BLUE」「REQUIEM」で参加）
- 「ブギーポップは笑わない オリジナル・サウンドトラック」（「Torso」で参加）
- 「はなまるなベストアルバム childhood memories」（2010年）
- アブナイ★恋の捜査室 キャラクターソング 明智誠臣「You're Under Arrest」「Love Pursuit」（作曲・編曲・サウンドプロデュース）
- 百合男子 キャラクターソング 「Lost In Lovin' You」（作曲・編曲・サウンドプロデュース）
- 貧乏神が! キャラクターソング
  - 桜市子「ハッピーガール☆ラッキーガール!」（作曲・編曲・サウンドプロデュース）
  - 紅葉「もみじのうた 〜哀讃讃〜」（作曲・編曲・サウンドプロデュース）

### その他の提供作品・参加音源
- KYO 「super creeps」（ギター・作曲・編曲・サウンドプロデュース）
- 串田アキラ「虎のプライド」（作曲・編曲）
- ロマンポルシェ。「おうちが火事だよ!ロマンポルシェ。」「男は橋を使わない」「The Park」（作曲・編曲・サウンドプロデュース）
- メトロノーム「UNKNOWN」（サウンドプロデュース）
- Plastic Tree「トロイメライ」「シロクロニクル」（ギター・サウンドプロデュース）
- アストロブライト「Super Crush」「Pinkshiny Ultrablast」「Whitenoise Superstar」（ギター・マスタリング・サウンドプロデュース）
- 「俺こそ正義だ!クラッシャーカズヨシ！」（楽曲提供・サウンドプロデュース・ラジオドラマ音響監督）
- 「PARADE〜RESPECTIVE TRACKS OF BUCK-TICK〜」（D'ERLANGERのKYOとのユニット・RUNAWAY BOYS(kyo&nackie)名義で「MONSTER」をカバー）
- function code「UNDYING LOVE」「(HeroinE);」（nackie名義でギタリストとして参加）
- 上杉昇 「TOYS!（scrambled mix）」「SPOILS」（ギター）
- 大槻ケンヂと絶望少女達（「さよなら絶望先生」シリーズOPテーマ等）「人として軸がぶれている」「空想ルンバ」「豚のご飯」「かくれんぼか鬼ごっこよ」「林檎もぎれビーム!」「きまぐれあくびちゃん」（作曲・編曲・サウンドプロデュース、「豚のご飯」のみ作詞含む）
- 絶望歌謡大全集2（関口・マリア・太郎（CV:沢城みゆき）のキャラクターソング「星の金貨山」、作曲・編曲）
- re-in.Carnation∞YURIA 1st Album「月のキヲク 〜lunatication〜 」（ギター）
- ムック「志恩」（編曲・サウンドプロデュース）
- 「Star Mine Gig スマガ ミニアルバム」「Sumaga Music Galaxy スマガ オリジナル サウンドトラック」（作曲・編曲・サウンドプロデュース）
- Crush Tears 「Crush Tears I」（「再起動ダンディズム」「アトミックセバスチャン」、作曲・編曲）
- Unknown Artist 「LOVE IS ALL II〜これからはじまるstory〜」（歌うキッチン（Unknown Artist名義）によるROCKETMANのカバー。ギタリストとして参加）
- ももいろクローバーZ
  - 「ピンキージョーンズ」「天手力男」「LOST CHILD」「黒い週末」「BIRTH Ø BIRTH」「『Z』の誓い」「個のA、始まりのZ -prologue-」「桃源郷」「天国の名前」（作曲・編曲）「ミライボウル」「Rock and Roll All Nite」（編曲）「サンタさん -Bloody Christmas Version-」（リミックス）「GOUNN」（ギター & プログラミング） 「運命（さだめ）〜輪〜 」（インストゥルメンタル）「おどるポンポコリン」 / アニメ「ちびまる子ちゃん」（編曲）「momo」（作曲・編曲）
- デッドマン・ワンダーランド キャラクターソング
  - シロ （花澤香菜）「ダンジョン ショコラティエース」「Cremet d Anjou」「STRAWBERRY FOUNTAIN」「子守唄 SHIRO mix」（作曲・編曲・サウンドプロデュース）
  - 五十嵐丸太 「Dash Out」（朴璐美）（作曲・編曲・サウンドプロデュース）
  - 東弦角 「ニルヴァーナ」（森川智之）「キザンガイ」（福山潤）（作曲・編曲・サウンドプロデュース）
- 百合男子 キャラクターソング「ゆりゆららららゆるゆり大事件」（ギター・プログラミング）
- MEG「セブンティーン・ランデヴー」（作曲・編曲）
- BABYMETAL  「ヘドバンギャー!!」「Catch me if you can」（作曲・編曲（NARAMETAL名義））
- 「Signalize!」（アニメ「アイカツ!」1stシーズン前期OPテーマ　作曲・編曲（Sadesper Record名義））
- 「タルト・タタン」「魅惑のパーティー」「いばらの女王」（アニメ「アイカツ!」挿入歌、作曲・編曲）
- キララ（悠木碧）「ガンプラ☆ワールド」（アニメ「ガンダムビルドファイターズ」挿入歌、作曲）
- 上坂すみれ「パララックス・ビュー」（アニメ「鬼灯の冷徹」EDテーマ、作曲・編曲（Sadesper Record名義））「SPY」
- DIR EN GREY「DUM SPIRO SPERO AT NIPPON BUDOKAN（LIVE Blu-ray/DVD〈初回生産限定盤 特典CD〉）」（「DECAYED CROW」リミックス）
- CQ「what a Cruel World's End e.p.」（「Episode 3.Charlotte」リミックス・サウンドプロデュース）
- KEYTALK「HOT!」「PARADISE」「セツナユメミシ」（サウンドプロデュース）
- 忘れらんねえよ「犬にしてくれ」（サウンドプロデュース）「忘れらんねえよのこれまでと、これから。」（ギターで7曲参加、サウンドプロデュース）
- ペルソナ4 ダンシング・オールナイト「SNOWFLAKES」(リミックス)
- 監獄男子（神谷浩史、小西克幸、鈴村健一、浪川大輔、興津和幸）「愛のプリズン」（アニメ「監獄学園」OPテーマ、作曲）
- DJ LOVE（SEKAI NO OWARI）「逆襲のピエロ」（作曲・編曲）
- LADYBABY「蓮華チャンス!」（作曲・編曲）
- 大槻ケンヂとイヤホンズ「現象のブレイド」（スマートフォン向けアクションRPG「BLADE -ブレイド 天から堕ちる千の刃-」テーマソング、作曲・編曲）
- TRUSTRICK「Recall THE END」（アニメ「ダンガンロンパ3 -The End of 希望ヶ峰学園-未来編」EDテーマ、サウンドプロデュース・編曲（Billyと共同））
- ばってん少女隊「よかよかダンス」（アニメ「ドラゴンボール超」EDテーマ、サウンドプロュデース）「でてこいとびきりZENKAIパワー!」（リアレンジ）
- 夢みるアドレセンス「アイドルレース」（編曲）
- 早見沙織「ザラメ」（作曲・編曲）
- でんぱ組.inc 成瀬瑛美「レジェンド･オブ･エイ」（作曲・編曲）
- 月ノ美兎「浮遊感UFO」（作曲・編曲）
- XOXO EXTREME 「~The Beginning~」「ADELHEID」（作曲・編曲、「ADELHEID」のみ作詞含む）
- クマリデパート「宇宙の果てで恋をした」（作曲・編曲）
- 「Sign? Go! Dream!!」（「アイカツ!」シリーズ、作曲・編曲）

### 劇伴音楽
- OVA「アクエリアンエイジSagaII~Don’t forget me...~」（MoMoとのユニット「Qwerty」名義）
- 演劇「バンカラ〜友へ捧げる最後のエール」（2008年）（WATCHMANと共に参加）
- 映画
  - 「クラッシャーカズヨシ」（2005年）
  - 「クラッシャーカズヨシ 怒る」（2007年）
- テレビアニメ
  - 「Paradise Kiss」（2005年）
  - 「はなまる幼稚園」（2010年）（Sadesper Record名義）
  - 「デッドマン・ワンダーランド」（2011年）
  - 「UN-GO」（2011年）
  - 「私がモテないのはどう考えてもお前らが悪い!」（2013年）（Sadesper Record名義）
  - 「覆面系ノイズ」（2017年）（Sadesper Record名義）
  - 「BEATLESS」（2018年）
- テレビドラマ
  - 「スミレ16歳!!」（2008年）
  - 「ザ・クイズショウ」第1シーズン（2008年）
  - 「ザ・クイズショウ」第2シーズン（2009年）
  - 「妄想姉妹〜文學という名のもとに〜」（2009年）
  - 「深夜食堂」第1シリーズ（2009年）
  - 「ザ・ミュージックショウ」（2011年）
  - 「ウルトラマンオメガ」（2025年）
- アニメーション映画「楽園追放 -Expelled from Paradise-」（2014年）

## 使用機材
ギターはフェルナンデス製のカスタムモデルを主にライブやレコーディングで愛用。これは以前から使用していたジャクソンのランディ・ローズ・モデル（Jackson Randy V）を元にした物で左右非対称のボディデザインになっており、元のランディVとはボディの形が逆なのが特徴（その為座って持ちにくく、レコーディングでも立って弾かなければならないとは本人の談）。ボディ・ネック共にメイプル材が使用され（ジョイントはスルーネック）、リアピックアップにEMG81・フロントピックアップにシングルサイズのハムバッカーを搭載している。しかし、近年のライブやレコーディングでの使用頻度は減っている。
現在はMoonのストラトキャスターやKid'sの7弦ギターを使用する機会が多い。2009年のAnimelo Summer Liveに出演した時はnil Guitarの7弦を使用。
レコーディングはシミュレーターによるライン録音が殆ど。ライブではDiezel Herbertを使用している。